# Turdina d'ulleres
La turdina d'ulleres (Modulatrix stictigula) és un ocell de la família dels modulatrícids (Modulatricidae). Es troba a Tanzània i al nord de Malawi. El seu hàbitat natural són els boscos humits de muntanya subtropicals o tropicals.